# Robert Skelton
Pour les articles homonymes, voir Skelton.

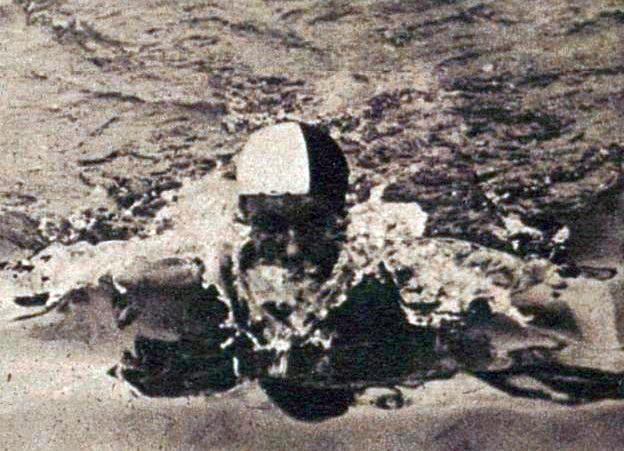
Robert Skelton, champion olympique du 200 mètres brasse masculin aux Jeux olympiques d'été de 1924.

Robert D. «Bob» Skelton  (né le 25 juin 1903 à Wilmette en Illinois aux États-Unis -  mort le 25 juin 1977 à Houston au Texas aux États-Unis) est un nageur américain qui a remporté une médaille d'or olympique dans la discipline du 200 mètres brasse à l'occasion des Jeux olympiques de 1924 à Paris en France. En 1977, il meurt le jour de son 74e anniversaire.

## Biographie
En 1924, il remporte une médaille d'or olympique sur 200 mètres brasse après avoir réalisé le meilleur temps des séries puis des demi-finales. Lors de la finale, il fait un temps de 2 min 56 s 6.
Il est entraîné par William Bachrach.

## Résultats

### Jeux olympiques
- Jeux olympiques de 1924
  - 1er 200 mètres brasse